# بروتشيلاتي
بروتشيلاتي (بالإيطالية: Brucellati)‏ وتعني «أساور صغيرة» وهي كعك التين الصقلي من العجين الحلو الملفوف والمحشو بالتين وكذلك المكونات الأخرى العديدة. تتنوع المكونات بتنوع أسماء الكعكة وهو على ما يبدو حسب المدينة أو المنطقة التي تخبزها.